# Tariona mutica
Tariona mutica là một loài nhện trong họ Salticidae.
Loài này thuộc chi Tariona. Tariona mutica được Eugène Simon miêu tả năm 1903.